# Prieuré Sainte-Gauburge
Le prieuré Sainte-Gauburge est un prieuré situé sur la commune de Saint-Cyr-la-Rosière dans l'Orne. Construit au XIe siècle puis reconstruit au XIIIe siècle, il est abandonné par les moines à la Révolution française et vendu comme bien national. Le prieuré abrite l'écomusée du Perche depuis 1972.

## Géographie
Le prieuré Sainte-Gauburge se situe au sommet d'un vallonnement entouré d'un amphithéâtre de collines. Anciennement sur le territoire de la commune de Sainte-Gauburge de la Coudre, il est, depuis le rattachement de cette dernière, incorporé à la commune de Saint-Cyr-la-Rosière.

## Histoire
La date d'installation d'une communauté de moines est incertaine et remonterait à l'an 1006. D'abord rattaché à l'abbaye Saint-Florentin de Bonneval, le prieuré est donné à l'abbaye Saint-Père-en-Vallée de Chartres en 1061 puis transmis à l'abbaye de Saint-Denis en France.
En février 1255, l'archevêque de Rouen, Eudes Rigaud, visite le prieuré et constate que le logis et le couvent sont découverts et que les moines se sont écartés de leur règle.
À la fin du XIIIe siècle, le prieuré connaît un renouveau. L'église est reconstruite dans le style gothique et un clocher lui est ajouté à la Renaissance.
Aux XVIIe et XVIIIe siècles, le prieuré s'occupe de l'éducation d'enfants de familles aisées, comme de nombreux établissements religieux du Perche à cette époque. Lorsqu'arrive la Révolution, la communauté est moribonde et rien ne s'oppose à la vente du prieuré comme bien national.
Le 9 juin 1791, les bâtiments sont acquis par Mr Brion de Saint-Cyr, officier de la cour des monnaies, qui les revend en 1825 aux Thibault, gérants du domaine depuis le XVIIIe siècle. Le prieuré est transformé en ferme, l'église sert de grange et les bâtiments souffrent de manque d'entretien.
Totalement abandonné depuis une cinquantaine d'années, le prieuré est remis en état pendant la Seconde Guerre mondiale et redevient lieu de pèlerinage. En 1972, le prieuré accueille le nouveau musée des arts et traditions populaires, devenu l'écomusée du Perche. L'église, le logis du prieur et les bâtiments conventuels sont classés au titre des monuments historiques le 28 avril 1980, et l'église est restaurée en 1985.

## Architecture
Outre l'église prieurale, le prieuré regroupe le logis du prieur, le logis des moines et quelques bâtiments d'exploitation.

### L'église prieurale
L'église du prieuré Sainte-Gauburge est l'un des rares exemples d'architecture gothique dans le Perche. Elle est reconstruite au XIIIe siècle sur un édifice plus ancien dont il ne subsiste que le mur pignon épaulé de deux contreforts. Le chœur et la nef sont éclairés par de grandes fenêtres en ogives. Le clocher de l'église s'élève sur le côté sud et a été ajouté à la Renaissance. Cette tour compte cinq niveaux et est surmontée de frontons triangulaires ornés de rosaces, entourés de quatre clochetons placés sur les angles. À la base du clocher, sur sa façade sud, s'ouvre une grande fenêtre de style gothique flamboyant.
L'intérieur de l'édifice est ornée d'un lavabo Renaissance et la charpente est en berceau lambrissée.

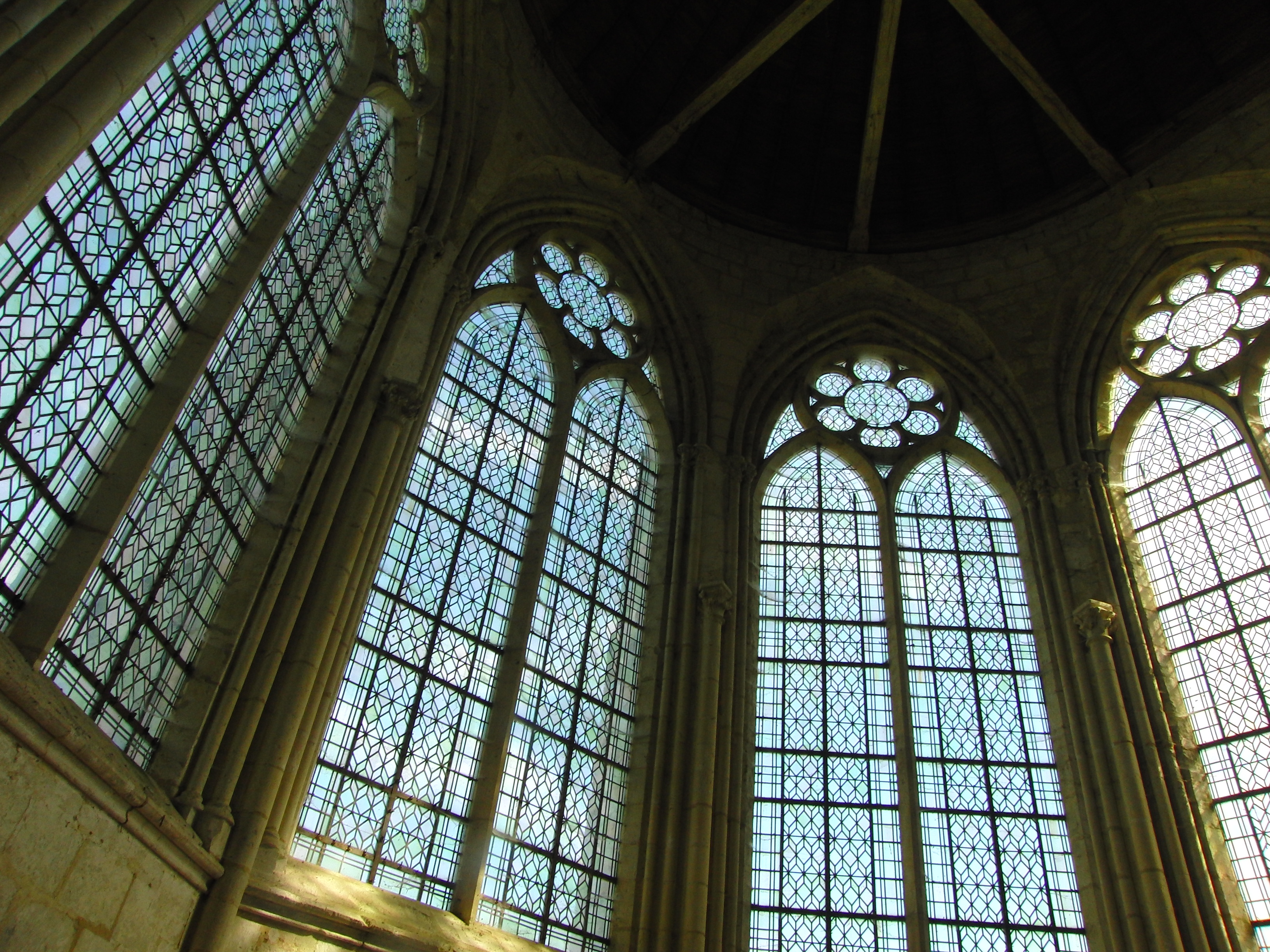
Fenêtres en ogives de l'église.
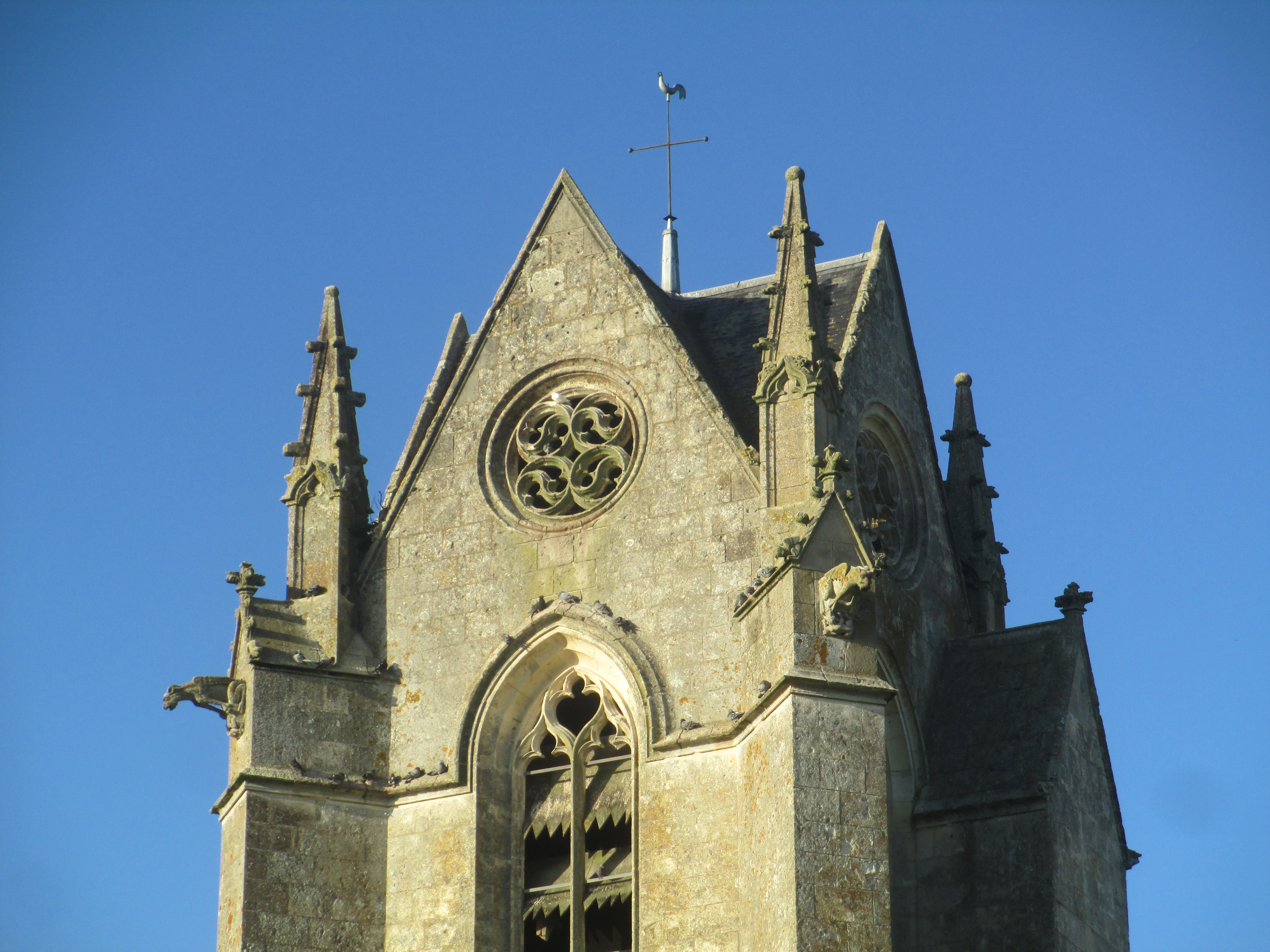
Sommet du clocher de l'église.
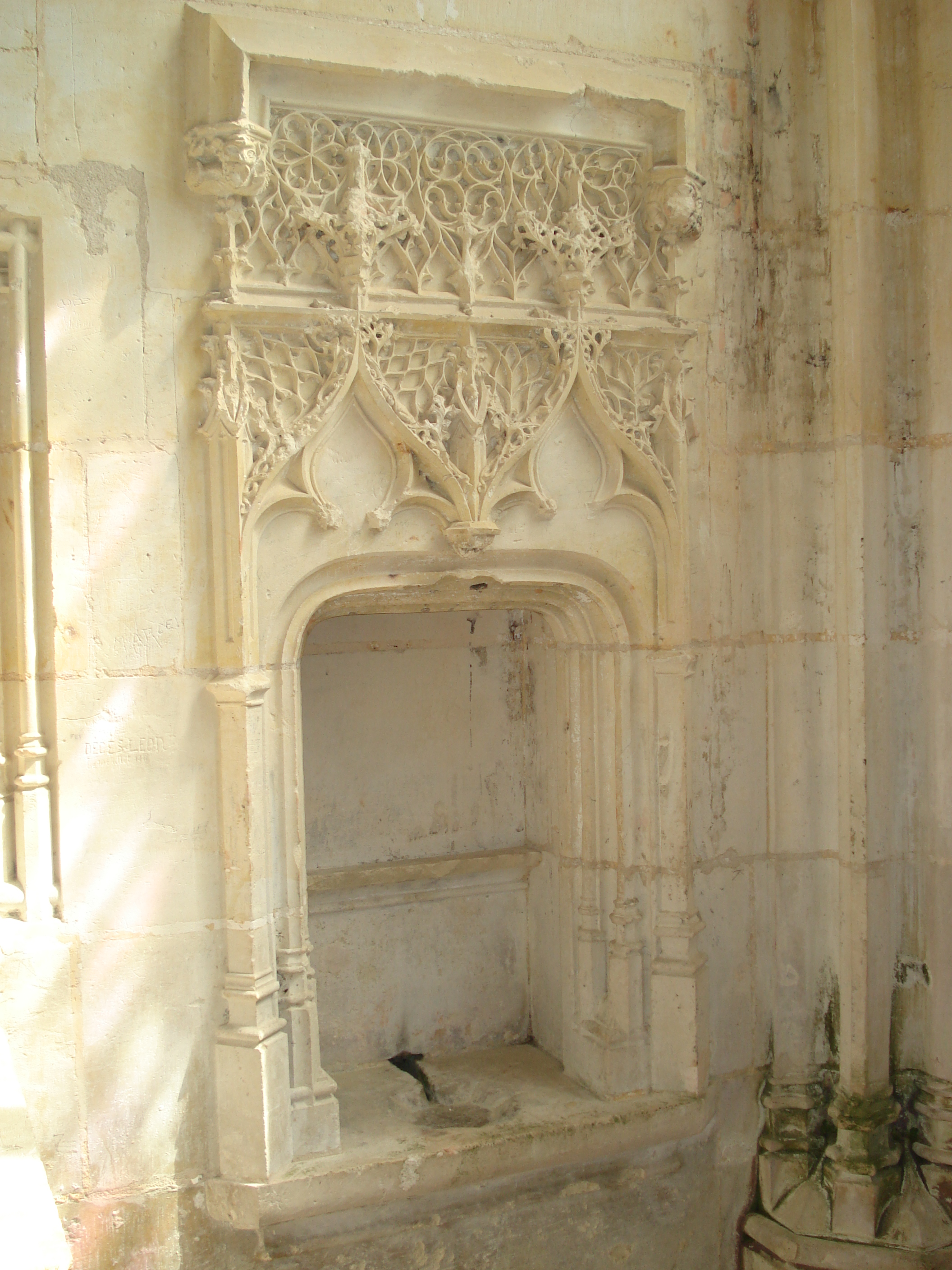
Lavabo en niche de l'église.

### Le logis du prieur

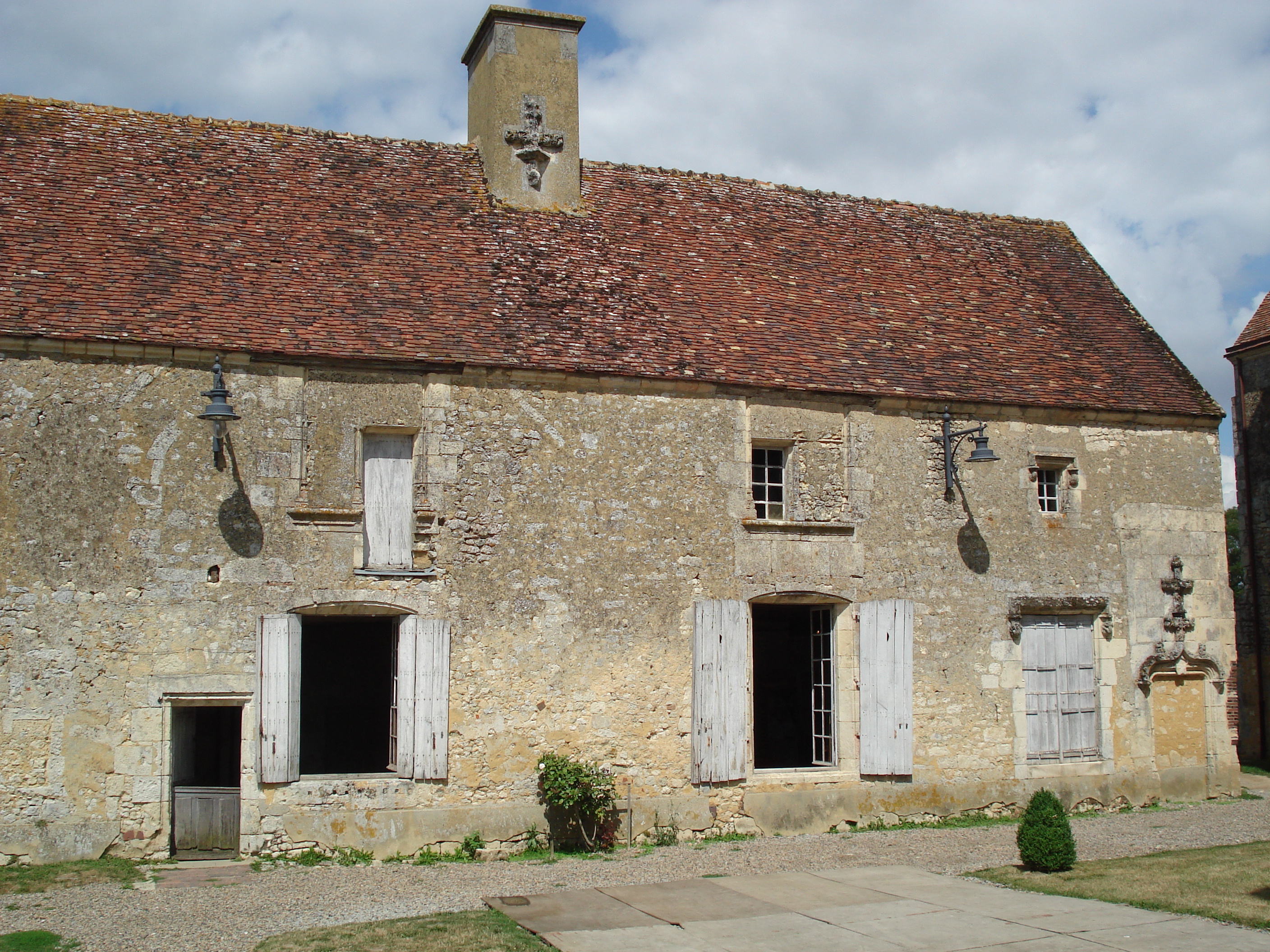
Le logis du prieur.

Le logis du prieur a été reconstruit après la guerre de Cent Ans. Il contient deux belles cheminées sculptées. La première représente l'Annonciation et la deuxième la tentation d'Adam,. Cette représentation du péché originel est divisée en trois parties. Au milieu, Ève tend la pomme à Adam, tandis que de part et d'autre sont représentés le paradis avant et après le péché.

### Le logis des moines
Le bâtiment qui abrite le logis des moines est attenant à l'église, au nord de celle-ci. Édifié au XIIe siècle, il est reconstruit en partie au XIVe siècle et la tour escalier est ajoutée au XVIe siècle. Le premier étage est reconstruit au XVIIIe siècle.
Adossée au bâtiment, une tour octogonale supporte une tourelle en encorbellement. La tour contient un escalier en vis qui se termine sous une voûte gothique octopartite. Cette voûte repose sur des corbeaux de pierre sculptés. Les façades de la tour sont percées de fenêtres à meneaux ornées de personnage et d'animaux sculptés. De part et d'autre de la fenêtre inférieure, deux apothicaires sont représentés, l'un avec son mortier, l'autre tenant un sac de simples. Les fenêtres, bouchées au XIXe siècle, sont aujourd'hui rouvertes. Chaque étage est orné d'un cordon de feuilles de vigne et de raisins.
Le logis des moines contient également au rez-de-chaussée la chapelle du prieur, la sacristie, la salle capitulaire et une salle voûtée. Les différentes ouvertures du bâtiment sont encadrées par des moulures et des guirlandes richement sculptées, particulièrement la porte d'entrée, surmontée d'un dais abritant une statue de la Vierge.
Le premier étage contient une pièce à boiseries.

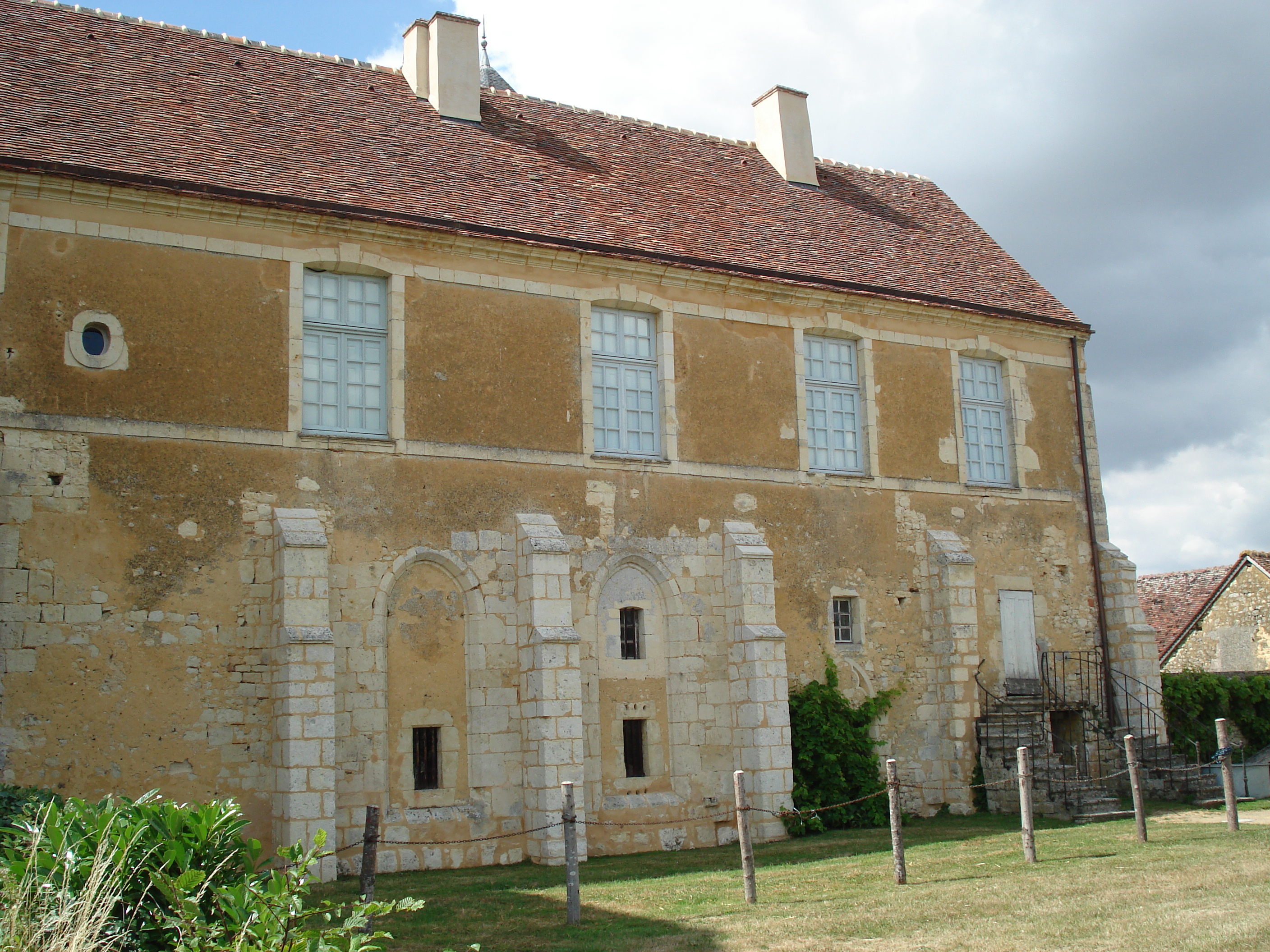
Le logis des moines, vue est.
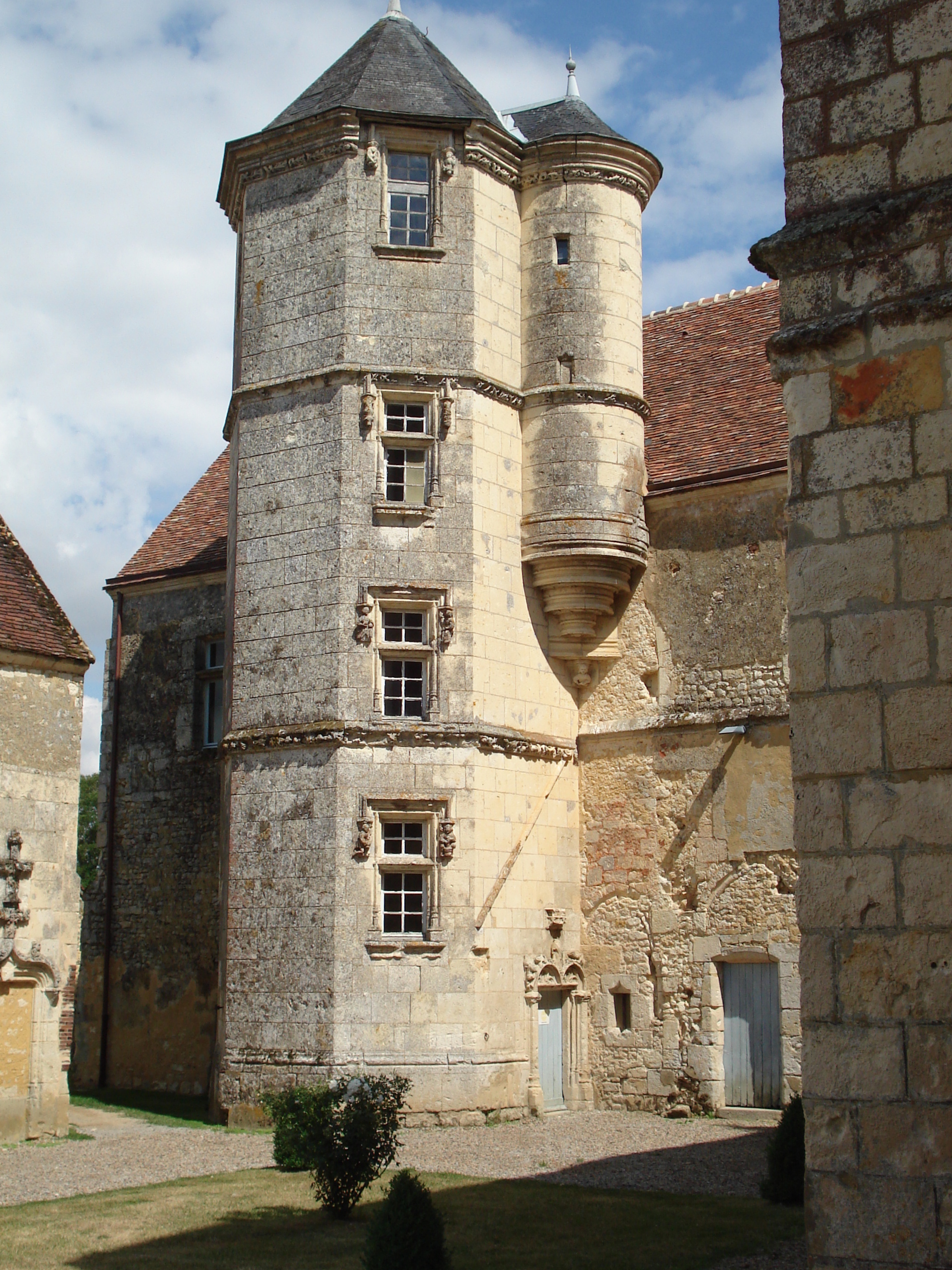
Le logis des moines, l'escalier hors d'œuvre.